# Papež Viktor III.
Viktor III., papež Rimskokatoliške cerkve, redovnik benediktinec in blaženec; * okoli 1027 Benevento, Vojvodina Benevento; † 16. september 1087 Monte Cassino ( Papeška država, Italija, Sveto rimsko cesarstvo).

## Življenjepis
Viktor III. se je rodil 1027 (po nekaterih 1026) v Beneventu, Vojvodina Benevento. Ime mu je bilo Daufer Epifani (latinsko Dauferius, italijansko Dauferio ) in je bil potomec kraljevske langobardske rodovine Beneventskih vojvod, ki takrat ni bila na oblasti. Njegov oče Landolf V. – Beneventski princ, je skupaj z ženo nasprotoval želji sina edinca, da se posveti Bogu v meniškem stanu kot benediktinec. Ne le to: dvakrat so ga hoteli na silo oženiti in šele, ko je oče padel junaške smrti v boju z Normani, mu je mati dovolila slediti srčnemu nagnjenju. 

### Sardinija
Ravno preden je postal papež, se je začel Viktor zanimati za Sardinijo. Videli smo, kako je, kot opat na Monte Cassinu, prejel darove od dveh od četverice kraljev oziroma sodnikov, ki so vodili ali bi vsaj morali voditi, tisti otok. Dolg boj, ki se je v tem stoletju končal s končnim izgonom muslimanskih Mavrov s Sardinije, je pustil deželo neurejeno. V svesti si tega je eden od sodnikov prosil Deziderija, naj pošlje nekaj menihov na Sardinijo. Njegova prva prizadevanja, da bi izpolnil to željo, niso rodila uspeha. Menihe, ki jih je poslal, in so bili dobro založeni s knjigami in vsemi drugimi potrebščinami, so zasegli Pizanci, ki so dolgo ovirali prizadevanja za osamosvojitev Sardinije. Ko je papež Aleksander izvršil na Pizance pritisk, so dali zadoščenje za svoje barbarsko ravnanje. Deziderij je med tem – neustrašen – poslal druge menihe na otok. Ko je postal papež, je napravil veliko dobrega za nravni preporod Sardinije. Resnično: on ni utrjeval zakonitosti in reda le na tistem otoku, ampak po celotnem Zahodu.

### Papež
Po smrti Gregorja VII. je trajalo kar vse leto, preden so izvolili novega papeža. To je bil Deziderij, opat benediktinskega samostana na Monte Cassinu. Že štiri dni po izvolitvi je zaradi upora moral zapustiti Rim. Po enem letu bivanja v samostanu se je vrnil v Rim, kjer so ga maja 1087 končno lahko ustoličili. To je bilo mogoče šele tedaj, ko so Normani, s katerimi si je bil Viktor dober, izgnali Gulberta - protipapeža Klemena – iz Bazilike sv. Petra. Nasprotniki pa niso mirovali in Viktor se je moral zopet umakniti na Monte Cassino ter zaprositi za pomoč. Ko je Gulbert zvedel, da se bliža vojska propapeške vojvodinje Matilde Toskanske, se je zavaroval v Panteonu, Viktor se je pa vrnil v Angelski grad. 
Odvečne vojaške najemnike je tedaj poslal v Tunis na Mahdijski križarski pohod proti saracenskim piratom v Severni Afriki. V odziv na razglastitev križarskega pohoda proti saracenskim piratom v severni Afriki je združena flota republik Pise, Genove in Amalfija z blagoslovom papeža Viktorja III. napadla severnoafriško prestolnico Ziridov Mahdijo. Vojaštvo je porazilo muslimane in prisililo njihovega sultana k plačilu davka papežu. "Pohod" je bil s tega vidika uspeh in ti "zgodnji" križarji so Mahdijo zasedali leto dni, preden so se v zameno za bogat plen umaknili. Ko je papež ostal brez obrambe, ga je Gulbert znova pregnal iz Rima.  Veliko noč 1087 je tako praznoval v svoji opatiji na Monte Cassinu, medtem ko je Rim zasedal cesarski nameščenec protipapež Klemen III., ki pa je nedolgo po Veliki noči pregnan iz Rima s pomočjo vojske papeževega podpornika kapuanskega kneza Jordana I.
Po vseh zapetljajih je bil Viktor III. za papeža posvečen šele 9. maja, toda položaj v Rimu še zdaleč ni bil zavarovan. Še isti teden se umakne nazaj na Monte Cassino. Da ga prepriča v varnost, Matilda Toskanska za Leonovo obzidje namesti svoj vojaški oddelek. Viktor III. se vrne nazaj v Rim, toda konec junija v Rim ponovno vkoraka zaščitna cesarska vojska protipapeža Klemena III., ki prežene Matildo Toskansko in Viktorja III. na normanski jug.

### Sinoda v Beneventu
Avgusta 1087 je Viktor sklical zborovanje v Beneventu, kjer je naložil Gulbertu, protipapežu Klemenu, cerkvene kazni; upornega lyonskega nadškofa Huga in marsejskega opata Richerja je izobčil; obnovil je postave zoper investituro. Prav tako obnovi izobčenje cesarja Henrika IV.. Že med zborovanjem se mu je bolezen tako poslabšala, da je moral sinodo prekiniti in se dal prepeljati v opatijo Monte Cassino. 

## Smrt in češčenje
Viktor je pravzaprav imel le malo priložnosti, da bi deloval za duhovni napredek sveta, ker ni več dolgo živel. Po sinodi v Beneventu je hitel nazaj na Monte Cassino, ker je hudo zbolel. Tam je najprej napisal več določil, ki naj bi v prihodnosti koristila njemu tako ljubemu samostanu. Ko so bili okrog njega zbrani vsi škofje in kardinali, ki so ga spremljali, je prijel Ota Oskijskega (Otho of Ostia) za roko, ga predstavil navzočim in rekel: »Sprejmite ga in ga postavite za voditelja rimske Cerkve; on naj prevzame moje mesto tako dolgo, dokler bo to zmogel!« Papež očitno ni niti omenil Otovemu nasprotovanju ponovni izvolitvi za papeža. Dva dni potem, ko je izrazil svojo zadnjo voljo in oporoko, je papež Viktor umrl 16. septembra 1087, »ko je bilo sonce v znamenju device«. Pokopali so ga, po njegovi želji, v apsidi meniške glavne hiše; v 16. stoletju so njegove ostanke prenesli v kapelo svetega Bertarija (Berthairius), v veliko samostansko cerkev. Tam počivajo še sedaj, le njegov epitaf, ki so ga še videli v dneh Mabillona,  je izginil. To besedilom z vzvišenimi besedami povzema njegovo življenje: 
| Epitaf (latinsko ) |
| --- |
| Quis fuerim, vel quid, qualis, quantusque doceri Si quis forte velit, aurea scripta docent. Stirps mihi magnatum, Beneventus patria, nomen Est Desiderius, tuque Casine, decus. Intactam sponsam, matrem patriamque, propinquos Spernens huc propero, monachus efficior. Interea fueram Romana clarus in urbe Presbiter ecclesias, Petre Beate, tuae. Hoc senis lustris minus anno functus honore, Victor apostolicum scando dehinc solium. Quattuor et senis vix mensibus inde peractis Bis sex lustra gerens, mortuus hic tumulor. Solis virgineo stabat lux ultima signo, Cum me sol verus hinc tulit ipse Deus. |

### Češčenje
Njegov kratki pontifikat je potekal v senci sporov s protipapežem Klemenom. Z zdravjem je imel težave že pred izvolitvijo. Bolezen ga je mučila tako, da je komaj zdržal od začetka do konca maše. Viktor III. je po hudi bolezni umrl 16. septembra 1087. v benediktinskem samostanu na Monte  Cassinu, kamor se je umaknil iz Rima tudi v svoji zadnji bolezni.
V benediktinskem redu so ga začeli častititi kot svetnika že kmalu po smrti. Njegov god je na njegov smrtni dan, 16. septembra. Njegovo češčenje je razširil na vso Cerkev šele papež v 19. stoletju.
Za blaženega ga je razglasil 1887 v Rimu Leon XIII..

### Ocena
- Deziderij je bil največji od vseh opatov na Monte Cassinu, če izvzamemo utemeljitelja, in kot tak si je pridobil neminljivo slavo (Gregorovius). Ponovno je sezidal cerkev in meniške stavbe, ustanovil umetniške šole in obnovil redovno disciplino, tako da je v njegovem času bivalo v opatiji 200 menihov.
- V času dveh let po posvetitvi cassinske bazilike, je papež Aleksander  (1159-1181) umrl in ga je nasledil Hildebrand. Nedvomno je Deziderij v papeški zgodovini najpomembnejši po svojem vplivu na Normane, kar je večkratno izkoristil v korist Svetega sedeža. Že 1059 je prepričal Roberta Guiscarda in Riharda Kapujskega (Richard of Capua), da sta postala vazala sv. Petra na svojih na novo osvojenih področjih. Papež Gregor VII.  ga je takoj po izvolitvi poslal na pogajanja z Normani v Italiji, ki so rodila uspešen dogovor 2. avgusta 1073 v Beneventu.
- Čeprav je bil Viktor nedvomno čvrsto privržen Hildebrandovi reformi, je bolj uglajeni Deziderij pripadal zmerni stranki in ni ravno vedno soglašal z Gregorjem v njegovih nepopustljivih zahtevah.

- Viktor III. je kot papež manj opazna osebnost v zgodovini kot Deziderij, veliki opat Monte Cassina. Celo bolj kot papež je znan kot opat na Monte Cassinu pod imenom Deziderij (Desiderius). Poleg ustanovitelja velike opatije svetega Benedikta štejejo njega za najpomembnejšega opata in obnovitelja. Moramo pa vsekakor zelo upoštevati, da ga zaradi izredno rahlega zdravja tako odločno odklanjal papeško službo, ko so mu jo zaupali. Orderik (Ordericus) celo pravi, da je bil bolan že takrat, ko je pel svojo novo mašo po posvetitvi; tako je skozi celo papeštvo »komaj komaj zdržal od začetka do konca maše« [13].